# Yeiwéné Yeiwéné
Yeiwéné Yeiwéné, surnommé Yé-Yé, est un dirigeant indépendantiste kanak, de Nouvelle-Calédonie, membre de l'exécutif du Front de libération nationale kanak et socialiste (FLNKS) et de l'Union calédonienne (UC), né à Tadine sur l'île de Maré (Îles Loyauté) en 1945 et mort assassiné le 4 mai 1989 à Ouvéa. Il était le bras droit de Jean-Marie Tjibaou et son lieutenant pour les îles Loyauté.

## Bras droit de Tjibaou
Yeiwéné Yeiwéné est le frère de Samuel Yeiwéné, maire de Maré de 1971 à 1977 et délégué local de l'Union calédonienne (UC), parti autonomiste à ses débuts et ayant pour slogan « deux couleurs, un seul peuple » qui domine la scène politique néo-calédonienne de sa création en 1953 à 1972, grâce à une bonne implantation aussi bien au sein de l'électorat d'origine européenne (notamment en Brousse) que celui des Mélanésiens dont il est l'un des premiers mouvements à défendre les intérêts. 
Yeiwéné Yeiwéné fait son entrée sur le devant de la scène politique lors du congrès de Bourail de l'UC en mai 1977, faisant alors partie d'une nouvelle génération indépendantiste qui entre en masse au sein du bureau politique et qui obtiennent des anciens dirigeants que le parti prenne officiellement position pour la création d'un État souverain. Le chef de file de cette jeune garde, Jean-Marie Tjibaou, devient le nouveau vice-président du mouvement ainsi que son dirigeant de fait, la présidence restant au député Rock Pidjot. Parmi les autres personnalités entrées au bureau politique de 1977 entourant Tjibaou figurent également le métropolitain Pierre Declercq, les mélanésiens Éloi Machoro et Yeiwéné ainsi que le métis François Burck. 
Lors des élections territoriales du 11 septembre 1977, Yeiwéné Yeiwéné est élu à l'Assemblée territoriale, en deuxième position de la liste UC menée par dans la circonscription des îles Loyauté qui a obtenu deux sièges sur les cinq à pourvoir. Sur l'ensemble de la Nouvelle-Calédonie, les listes du parti de Jean-Marie Tjibaou totalisent 9 élus, arrivant les 12 conseillers anti-indépendantistes du Rassemblement pour la Calédonie (RPC) de Jacques Lafleur. 
Lors du scrutin suivant, organisé le 1er juillet 1979, Yeiwéné Yeiwéné est en deuxième position de la liste du Front indépendantiste - coalition formée par Jean-Marie Tjibaou pour réunir les mouvements séparatistes dont l'UC, le Parti de libération kanak (Palika, marxiste) du grand-chef de Guahma à Maré Nidoïsh Naisseline, le Front uni de libération kanak (FULK, nationaliste) de Yann Céléné Uregeï (lui-aussi originaire des îles Loyauté), le Parti socialiste calédonien (PSC, ouvriériste et révolutionnaire) de Jacques Violette et l'Union progressiste en Mélanésie (UPM, trotskiste) d'André Gopoea - menée dans la circonscription des îles Loyauté par Yann Céléné Uregeï. Elle y obtient 4 062 voix, soit 64,44 % des suffrages loyaltiens exprimés et 4 des 5 sièges exprimés (outre Yann Céléné Uregeï et Yeiwéné, l'autre sortant UC, Édouard Wapaé, ainsi que Nidoïsh Naisseline sont les élus de cette liste). Avec 34,43 % des suffrages et 14 conseillers sur 36, le FI est rejeté dans l'opposition par une coalition anti-indépendantiste entre le Rassemblement pour la Calédonie dans la République (RPCR, nouveau nom depuis 1978 du RPC qui s'est associé au Rassemblement pour la République de Jacques Chirac) et la Fédération pour une nouvelle société calédonienne (FNSC, parti centriste et autonomiste) du maire de Bourail Jean-Pierre Aïfa. Yeiwéné Yeiwéné devient alors le porte-parole du groupe indépendantiste à l'Assemblée territoriale, qui obtient la majorité en juin 1982 grâce à un renversement d'alliance de l'FNSC qui se dissocie du RPCR pour s'allier au Front de Jean-Marie Tjibaou. 
Mais, devant la montée des crispations de plus en plus vives au sein des deux camps et face à un nouveau statut préparé par le gouvernement socialiste à Paris qui est désapprouvé par les indépendantistes, ceux-ci, à quelques exceptions, décident d'adopter une stratégie de boycott actif des institutions et d'obtenir la souveraineté par la lutte. Le FI se dissout ainsi en septembre 1984 et est remplacé par un Front de libération nationale kanak et socialiste (FLNKS) présidé par Jean-Marie Tjibaou. Celui-ci prend également la tête à sa création le 1er décembre 1984 d'un « gouvernement provisoire de Kanaky » (GPK), et dans lequel Yeiwéné Yeiwéné devient porte-parole, ministre des Finances et de la Solidarité nationale. Il est ainsi chargé de la trésorerie du mouvement indépendantiste et des questions identitaires, culturelles ou éducatives (avec les Écoles populaires kanak), ainsi que de la coordination de la propagande via notamment les « Éditions populaires » (Edipop) d'Ismet Kurtovitch (UC), Radio Djiido fondée en 1985 par Octave Togna (UC) ou l'Agence kanak de presse (AKP) créée en 1988 (avec son journal La Dépêche kanak) et confiée à Jean-Pierre Déteix (UC-Comité Pierre Declercq et secrétaire général du GPK). C'est le début de la période dite des « Évènements » qui voient s'affronter violemment entre 1984 et 1988 partisans et opposants de l'indépendance. 
La mort d'Éloi Machoro lors d'une opération de gendarmerie près de Canala le 12 janvier 1985 fait de Yeiwéné Yeiwéné le dernier survivant parmi les lieutenants de la première heure de Jean-Marie Tjibaou. Il apparaît désormais comme le numéro deux du FLNKS et le bras droit de Jean-Marie Tjibaou, incarnant avec celui-ci à partir de 1985 une ligne plus modérée voulant retourner sous conditions dans les institutions et limiter les affrontements et s'opposant aux plus radicaux du Palika et du FULK, partisan de la lutte armée. Finalement, après l'adoption d'un nouveau statut dit de « Fabius-Pisani » qui divise la Nouvelle-Calédonie en quatre régions et qui prévoit l'organisation d'un référendum d'autodétermination, le FLNKS participe aux élections régionales du 29 septembre 1985. Yeiwéné Yeiwéné mène la liste dans la Région des îles Loyauté et, gagnant 4 908 (52,13 %) et 4 sièges sur 7, il est élu le 4 octobre 1985 président du conseil régional. Il fait ainsi partie du Conseil exécutif créé par le nouveau statut, comme les autres présidents de région (soit Tjibaou pour la Région Nord, Léopold Jorédié, lui aussi membre du FLNKS et de l'UC dont il est le numéro trois, dans la Région Centre, et Jean Lèques, du RPCR, dans la Région Sud), et qui est dirigé par le président du Congrès du Territoire (nouveau nom de l'Assemblée territoriale, formé par la réunion des conseils régionaux), le sénateur RPCR Dick Ukeiwé. 
C'est à cette époque que le vieux député Rock Pidjot décide de se retirer de la vie politique et abandonne ainsi la présidence de l'UC en 1986 à Jean-Marie Tjibaou. Yeiwéné Yeiwéné devient son vice-président. 
Après la prise d'otages d'Ouvéa et son issue sanglante en avril-mai 1988, Yeiwéné Yeiwéné est l'un des signataires indépendantistes de l'accord de Matignon du 26 juin 1988 passé avec le RPCR de Jacques Lafleur et sous la médiation du Premier ministre français Michel Rocard.

## Assassinat
Il a été assassiné lors de la cérémonie de levée de deuil de la prise d'otages d'Ouvéa le 4 mai 1989, en même temps que Jean-Marie Tjibaou, par Djubelly Wéa, un kanak militant du FULK qui s'est opposé aux accords de 1988.

## Hommages
Yeiwéné Yeiwéné est inhumé près de son lieu d'habitation, à Hnidenod, dans les environs de la tribu de Tadine à Maré. Chaque anniversaire de sa mort est l'occasion de commémorations de la part des personnalités politiques et coutumières de l'île et plus généralement des Loyauté sur sa sépulture. 
Son nom a été donné au centre culturel de la province des îles Loyauté situé à Maré. Un ferry qui a longtemps fait la liaison entre Nouméa et les Îles dans les années 1990 s'appelait « Président Yeiwéné Yeiwéné ». Enfin, la « Coupe Yeiwéné », compétition multisports pour la jeunesse loyaltienne, est organisée depuis 1992. 
Le frère de Yeiwéné Yeiwéné, Damien, est conseiller municipal FLNKS-UC de Maré ainsi que membre de l'assemblée de la province des îles Loyauté (il en est le 2e vice-président sous la présidence de Robert Xowie de 1999 à 2004) et du Congrès de la Nouvelle-Calédonie depuis 1999.